# Гуорка
Гуорка (словац. Hôrka) — село и одноимённая община в районе Попрад Прешовского края Словакии. В письменных источниках начинает упоминаться с 1311 года.

## География
Село расположено в западной части края, в долине Гановского потока, при автодороге 18. Абсолютная высота — 620 метров над уровнем моря. Площадь составляет 11,35 км². Община состоит из пяти частей: Кишовце (словац. Kišovce), Ондрей (словац. Ondrej), Гуорка, Примовце (словац. Primovce) и Миклушовце (словац. Miklušovce).

## Население
По данным последней официальной переписи 2021 года, численность населения Гуорки составляла 2108 человек.
Динамика численности населения общины по годам:
| Год:                | 1994 | 2004     | 2014     | 2024     |
| ------------------- | ---- | -------- | -------- | -------- |
| Количество человек: | 1254 | 1557     | 1884     | 2155     |
| Разница:            |      | +24,16 % | +21,00 % | +14,38 % |

Национальный состав населения (по данным переписи населения 2011 года):
| Национальность | Численность, человек |
| -------------- | -------------------- |
| словаки        | 1685                 |
| цыгане         | 23                   |
| поляки         | 4                    |
| чехи           | 4                    |
| русины         | 3                    |
| болгары        | 1                    |
| моравы         | 1                    |
| другие         | 3                    |
| не указана     | 54                   |
| всего          | 1778                 |

По данным переписи 2021 года, в конфессиональном составе населения преобладали католики (77,9 %), лютеране (2,1 %) и греко-католики (1,3 %).